# Kashim Khakimow
Kashim Khakimow (ur. 26 listopada 1977) – uzbecki zapaśnik w stylu wolnym. Zajął jedenaste miejsce na mistrzostwach świata w 1997. Wicemistrz igrzysk centralnej Azji w 1995. Czwarty w Pucharze Świata w 1996 roku.